# Pierre Mezzara
Pierre Mezzara, également connu comme Pietro Mezzara, né le 9 décembre 1825 à Évreux et mort le 30 septembre 1883 à Paris (17e arrondissement) est un sculpteur franco-américain.

## Biographie

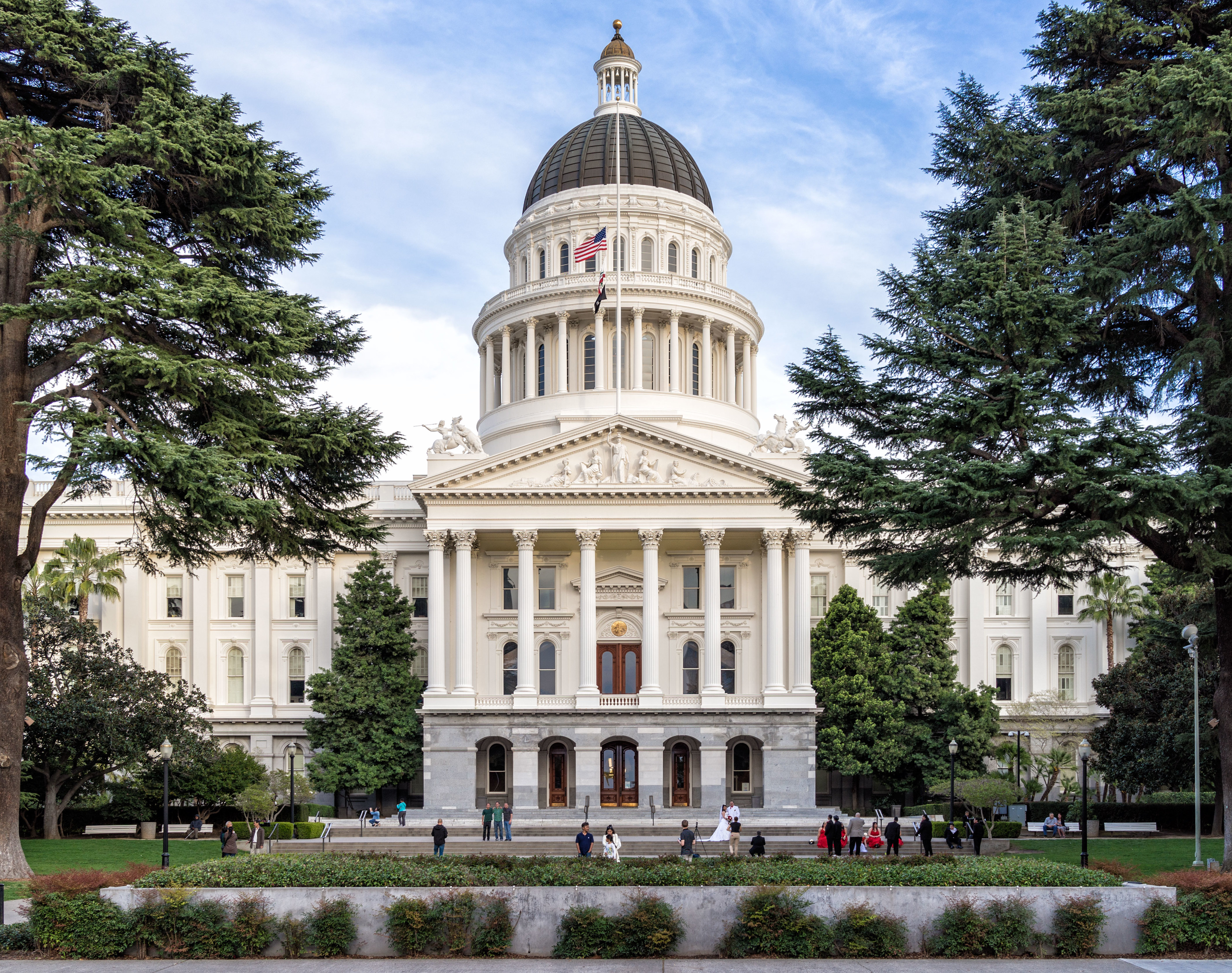
Minerve entourée par la Justice et la Mine, l'Éducation et l'Industrie (vers 1872), Sacramento, fronton du Capitole de l'État de Californie.

Pierre Louis Alexandre Mezzara est le fils de François Gaspard Mezzara et Marie Angélique Foulon, artistes peintres.
Tout comme son frère ainé Joseph, il devient sculpteur.
Il épouse en 1847 Victorine Amélie Foulon, à Paris.
Graveur de camée, il part aux États-Unis dans les années 1850 et est répertorié comme étant le premier sculpteur connu en Californie.
Vers 1861-1863, Mezzara sculpte le groupe de la Charité pour le temple maçonnique de San Francisco, détruit dans le séisme de 1906.
En 1865, il sculpte le premier monument élevée en l'honneur d'Abraham Lincoln aux États-Unis, à la Lincoln School de San Francisco. L'œuvre est détruite dans l'incendie provoqué par le séisme de 1906.
Il est l'auteur d'un médaillon en plâtre du juge Stephen J. Field (1868), conservé au musée des Beaux-Arts de San Francisco.
Son haut-relief de Minerve entourée par la Justice et la Mine, l'Éducation et l'Industrie (vers 1872) orne le fronton du Capitole de l'État de Californie à Sacramento.
Pietro Mezzara revient en France en 1880.
Il meurt à son domicile parisien de l'avenue de Villiers le 30 septembre 1883.